# Европейска змиорка
Европейската змиорка (Anguilla anguilla), също европейска речна змиорка или ягула, е хищна риба от семейство Змиоркови. Тялото е тънко и удължено. Женските достигат дължина 1,5 – 2 m и маса до 4 kg, а мъжките до 0,5 m и маса 0,5 kg. Официалният рекорд е 3,6 kg и е поставен в река Аар, Швейцария и 3,59 kg в река Ликеби край Карлскруна, Швеция.

## Разпространение
Живее в сладки водоеми, които са свързани с Атлантическия океан (Северна Америка, Европа и Африка), Средиземно море и Черно море. В България допреди 80 години е била широко разпространена в много реки. Срещала се е в басейните на реките в Южна България, които се вливат в Бяло море, като (Марица, Места и Струма). През Марица е стигала до Баташкото блато в Родопите, както и в притоците ѝ Харманлийска река, Въча, Сазлийка и Стряма. По река Тунджа и нейните притоци се е придвижвала до бившето Стралджанско блато. Срещала се е също в някои крайчерноморски езера, както и в река Дунав. След 50-те години на 20-и в., вследствие на масово пресушаване на блатата, видът изчезва в голяма част от находищата си. В България вече се срещат само единични екземпляри.

## Местообитание
Популациите на този генеративно морски и трифично сладководен вид навлизат във вътрешните водоеми само за отхранване. Най-подходящите биотопи са блата и езера с тинесто дъно и значително обрастване с водна растителност.

## Размножаване
Когато достигне възраст 4 – 6 години змиорката навлиза в морски води и се отправя към Саргасово море, изминавайки близо 6400 km, където се размножава и след това умира. Ларвите имат форма на върбов лист. За период от около 3 години ларвите се придвижват от Атлантическия океан и видоизменени като малки змиорки навлизат в сладките води, където отрастват.

## Стопанско значение
Все още е невъзможно култивирането на змиорката, тъй като тя не може да се размножава в контролирана среда – излюпването на ларвите става само и единствено в Саргасово море, след което те се понасят по топлото течение Гълфстрийм. Тези които се отглеждат във фермите за змиорки са били уловени, като малки именно там, след което са били продадени и разпределени по новите си домове. През този период заради прозрачността на тялото си се наричат „стъклени“, а по-късно след настъпване на пигментацията минават през още два етапа на развитие, като са известни с имената си – жълти, и в по-късен етап – сребърни змиорки. Змиорката е риба, която се среща все по-рядко. В България е имало ферма за оглеждане на змиорки по бреговата ивица на язовир „Овчарица“, която е закрита и сега не функционира. Има стопанско значение в кожарството. Обект е предимно на спортен риболов. Кръвта на змиорката съдържа невротоксини, които наподобяват по действие змийските. При попадане на токсина в кръвта на човек може да доведе до отравяне.

## Природозащитен статус
Критично застрашен вид в световен мащаб. През последните 30 години изчезнал от повечето местообитания в България, поради което е включен в Червената книга на България. На територията на Европейския съюз търговията на вида е регулирана.